# Hemartrosi
L'hemartrosi és un sagnat en l'espai articular (una forma d'embassament articular). En general, és causat per traumatisme, però es poden presentar d'una forma espontània o amb un petit traumatisme en pacients amb una predisposició a l'hemorràgia, com ara els que estan sent tractats amb acenocumarina (o altres anticoagulants) i els pacients amb hemofília.
Quan és en el genoll pot estar associada amb una artroplàstia d'aquesta articulació.

## Tractament
Ja que en l'hemofília pot ocórrer de manera espontània, les hemartrosis recurrents són una causa important de discapacitat en aquest grup de pacients a causa de l'artropatia hemofílica, que requereixen sinovectomies, substitució articular i l'increment del tractament mèdic per prevenir els episodis més sagnants, encara que és controvertit si els factors de coagulació administrats de forma adequada eviten les hemartrosis.
Fins a una quarta part de totes les lesions importants dels lligaments o a la càpsula de genoll cursen amb hemartrosi i s'associen amb dany del cartílag, la qual cosa pot conduir a l'artrosi.